# Fredenberg
Fredenberg ist ein Ortsteil der kreisfreien Stadt Salzgitter im Stadtteil Lebenstedt. Er entstand Mitte der 1960er Jahre auf landwirtschaftlichen Flächen zwischen den Stadtteilen Bruchmachtersen und Lebenstedt als Großwohnsiedlung, in der über 11.000 Menschen (2020) leben.

## Geographie
Fredenberg liegt am südwestlichen Rand von Lebenstedt und nördlich des Ortsteiles Lichtenberg, direkt im Süden des Salzgittersees. Im Nordosten wird der Ortsteil durch die Fuhse begrenzt, im Südosten bildet die Theodor-Heuss-Straße die Grenze zum Stadtteil Bruchmachtersen. Zwischen Fredenberg und Lichtenberg liegt ein für die Stadt Salzgitter bedeutendes Industriegebiet mit Zulieferfirmen für die Automobilindustrie.

## Geschichte

### Mittelalterliche Siedlung
Auf dem Gebiet des heutigen Ortsteils Fredenberg lag die 1180 erstmals urkundlich als parvo Vreden erwähnte Siedlung Klein Freden, die im 8. und 9. Jahrhundert entstanden war. Etwa im 13. Jahrhundert verließen die Bewohner die Siedlung und zogen in das nahe Oberfreden (heute Salzgitter-Lichtenberg) um, so dass sie wüst fiel.
Bauliche Reste von Klein Freden wurden 1993 beim Bau eines Schulgebäudes entdeckt und bis 1996 archäologisch unter Leitung des Archäologen Michael Geschwinde vom Institut für Denkmalpflege untersucht. Durch die großflächigen Ausgrabungen konnte der Grundriss des mittelalterlichen Dorfes weitgehend erforscht werden.

### Neubebauung
Ende der 1950er Jahre zeichnete sich ab, dass die bis dahin vorgesehenen Wohngebiete Lebenstedts nicht ausreichen würden, um die Nachfrage an Zuziehenden decken zu können. In Anlehnung an die früheren Pläne des Architekten Herbert Rimpl von 1938 wurde das Gebiet südwestlich von Lebenstedt in Richtung auf Bruchmachtersen und Lichtenberg für eine Erweiterung ausgewählt. Ein erster Entwurf wurde 1959/60 vom Architekten Friedrich Jelpke, Vorstandsmitglied der Salzgitter Wohnungs AG, in Zusammenarbeit mit Studenten der Technischen Hochschule Braunschweig erarbeitet. Der Entwurf sah eine Siedlung im Stil einer Gartenstadt vor, wie dieser zuvor schon in den Abschnitten östlich vom Salzgittersee realisiert worden war. Diese Pläne wurde später noch geändert, so wurde z. B. die Bebauung verdichtet und das Siedlungsgebiet von einem breiten Grünstreifen durchzogen, der die öffentlichen Gebäude, wie das Schulzentrum und die Sportanlagen, aufnehmen sollte.
Der erste Bauabschnitt wurde 1964 begonnen, wobei die ersten Häuser an der heutigen Theodor-Heuss-Straße entstanden und die Bebauung von hier nach Norden fortschritt. Bereits 1965 konnten die ersten Wohnungen bezogen werden. Bis Ende der 1960er Jahre waren 1071 Wohnungen fertiggestellt, insgesamt wurden bis zum Jahr 2005 etwa 2200 Wohneinheiten erstellt. Ab 1966 wurde ein Versorgungszentrum mit mehreren Geschäften gebaut und zwischen 1967 und 1973 das Schulzentrum mit Grund- und Realschule, Gymnasium und Berufsbildungszentrum errichtet. Seit Ende der 1960er Jahre stieg die Nachfrage nach Baugrundstücken für Einfamilienhäuser, so dass im Norden und Westen weitere Gebiete erschlossen wurden.
Die zurückgehende Nachfrage nach Mietwohnungen seit Beginn der 2000er Jahre führte zu einem vermehrten Leerstand an Wohnungen. Daher standen drei zwölfstöckigen Hochhäuser am Hans-Böckler-Ring seit 2008 leer. Da eine Instandsetzung der über 40 Jahre alten Gebäude als zu kostenaufwändig angesehen wurde, wurden diese in den Jahren 2010 und 2011 abgerissen. Die Grundstücke wurden begrünt und sollen nicht wieder bebaut werden.

## Religion

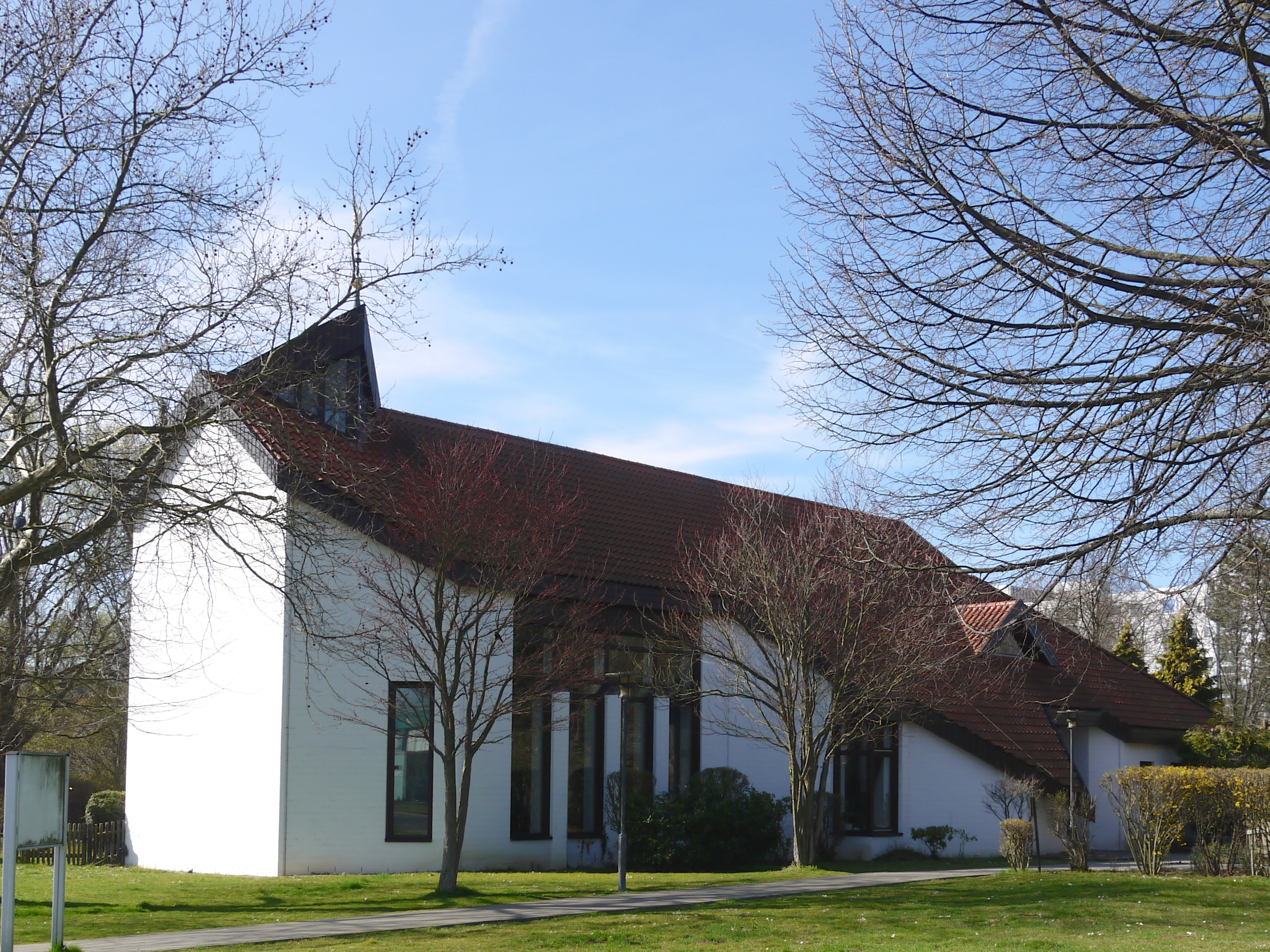
Ev.-luth. Friedenskirche

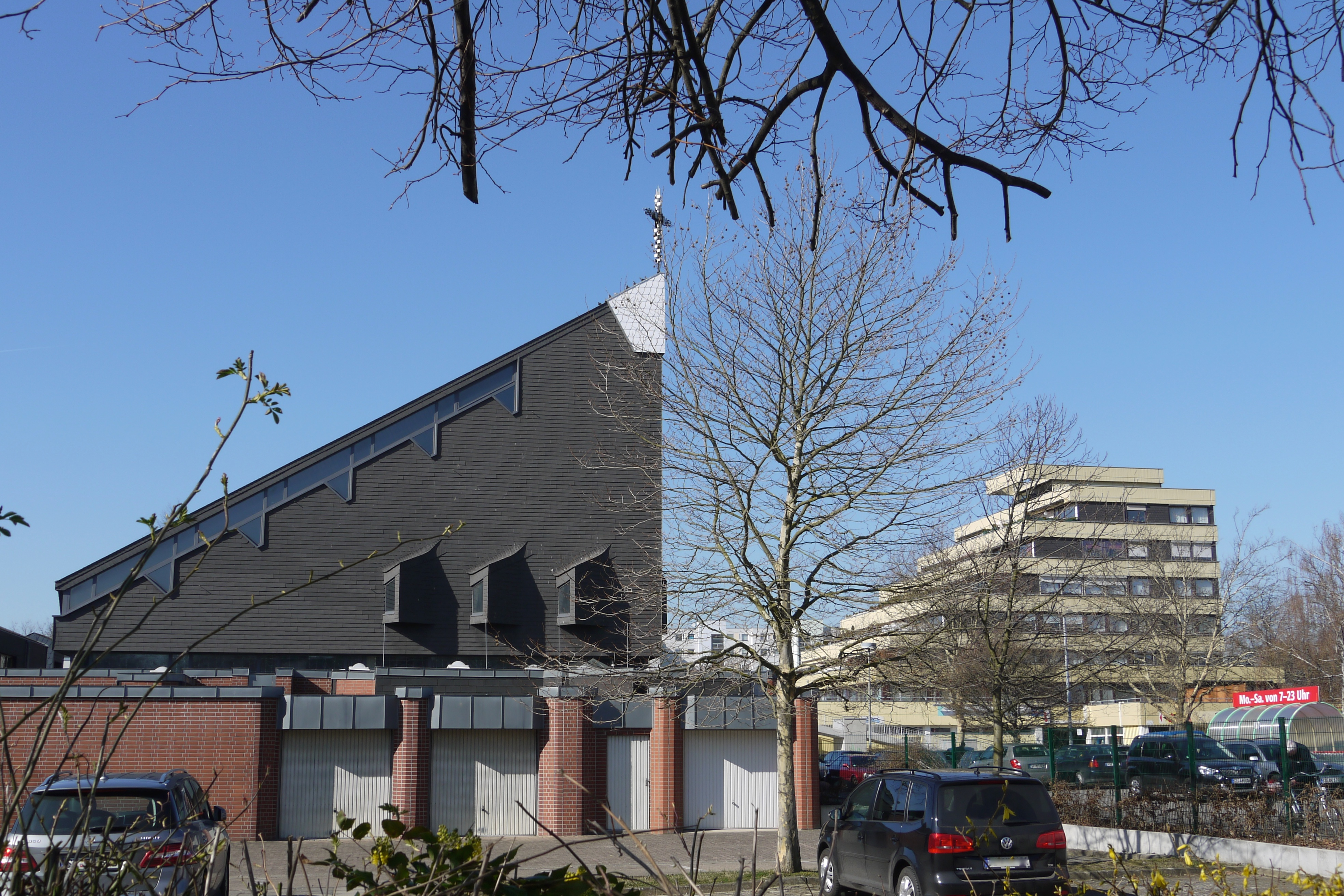
Kath. St.-Maximilian-Kolbe-Kirche, im Hintergrund das Einkaufszentrum

Die evangelische Kirchengemeinde Fredenbergs nutzte seit 1964 Räumlichkeiten der „Grundschule Am Fredenberg“ und der St.-Maximilian-Kolbe-Kirche in Lebenstedt. Im Dezember 1986 wurde der Bau der Fredenberger Friedenskirche begonnen, diese wurde im Juni 1988 eingeweiht.
Die katholische Kirchengemeinde nutzte anfänglich das Don-Bosco-Haus in Lichtenberg. 1975 begann der Bau der St.-Maximilian-Kolbe-Kirche, die im Mai 1977 eingeweiht wurde. 1978 wurde Fredenberg eine selbstständige Kuratiegemeinde.

## Salzgittersee

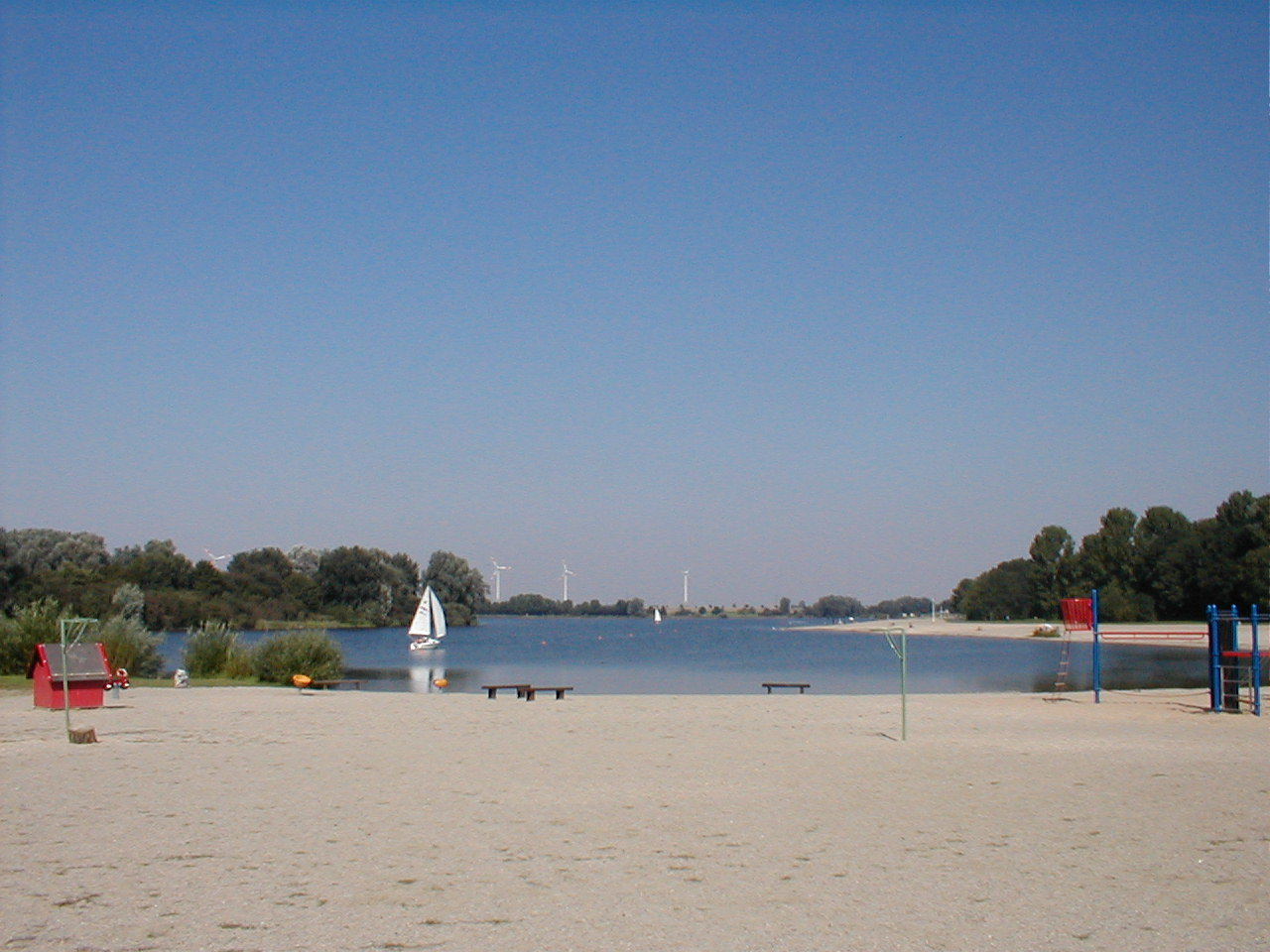
Blick auf den Salzgittersee

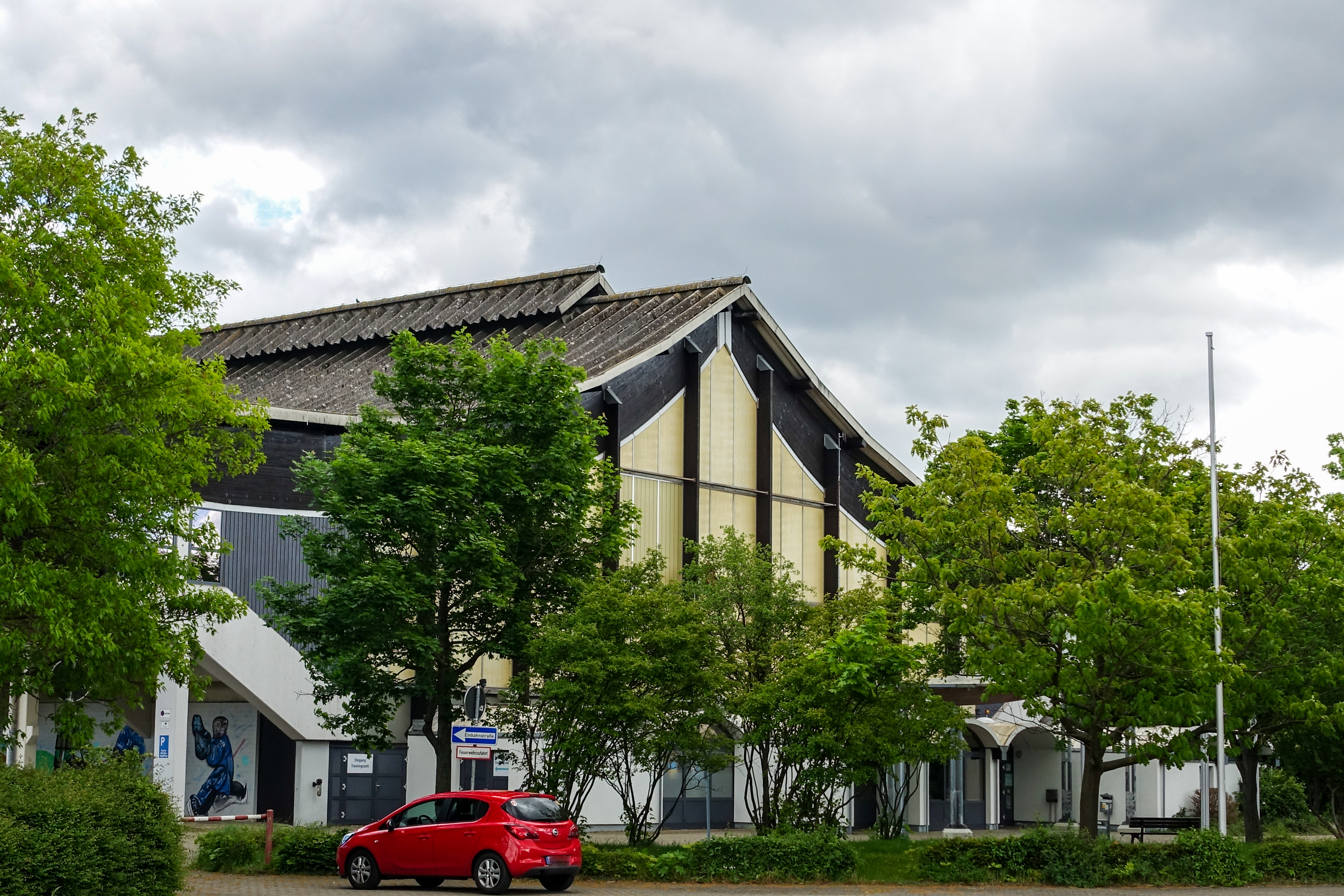
Eissporthalle am Salzgittersee

Die Bauarbeiten für den im Norden von Fredenberg gelegenen Salzgittersee waren bereits 1960 begonnen worden. Die erste Teilfläche wurde 1963 freigegeben, bei Abschluss der Arbeiten hatte der See eine Größe von 75 ha. 1976/77 wurde nördlich der Sportanlagen die Eissporthalle am Salzgittersee gebaut. Durch den Ausbau der Freizeiteinrichtungen um den See, wie Spazierwege, zwei Sandstrände, ein Abenteuerspielplatz und eine Wasserskianlage wurde das Gebiet um den See zu einem Naherholungszentrum für Salzgitter und seine Umgebung.

## Verkehr
Der Haltepunkt Salzgitter-Fredenberg lag an der Bahnstrecke Salzgitter-Drütte–Derneburg. Der Haltepunkt wurde bis 1984 bedient. Im Bereich von Fredenberg ist die Bahnstrecke stillgelegt. Der öffentliche Nahverkehr wird durch Buslinien der KVG Braunschweig erbracht.